# Vodní loutkové divadlo

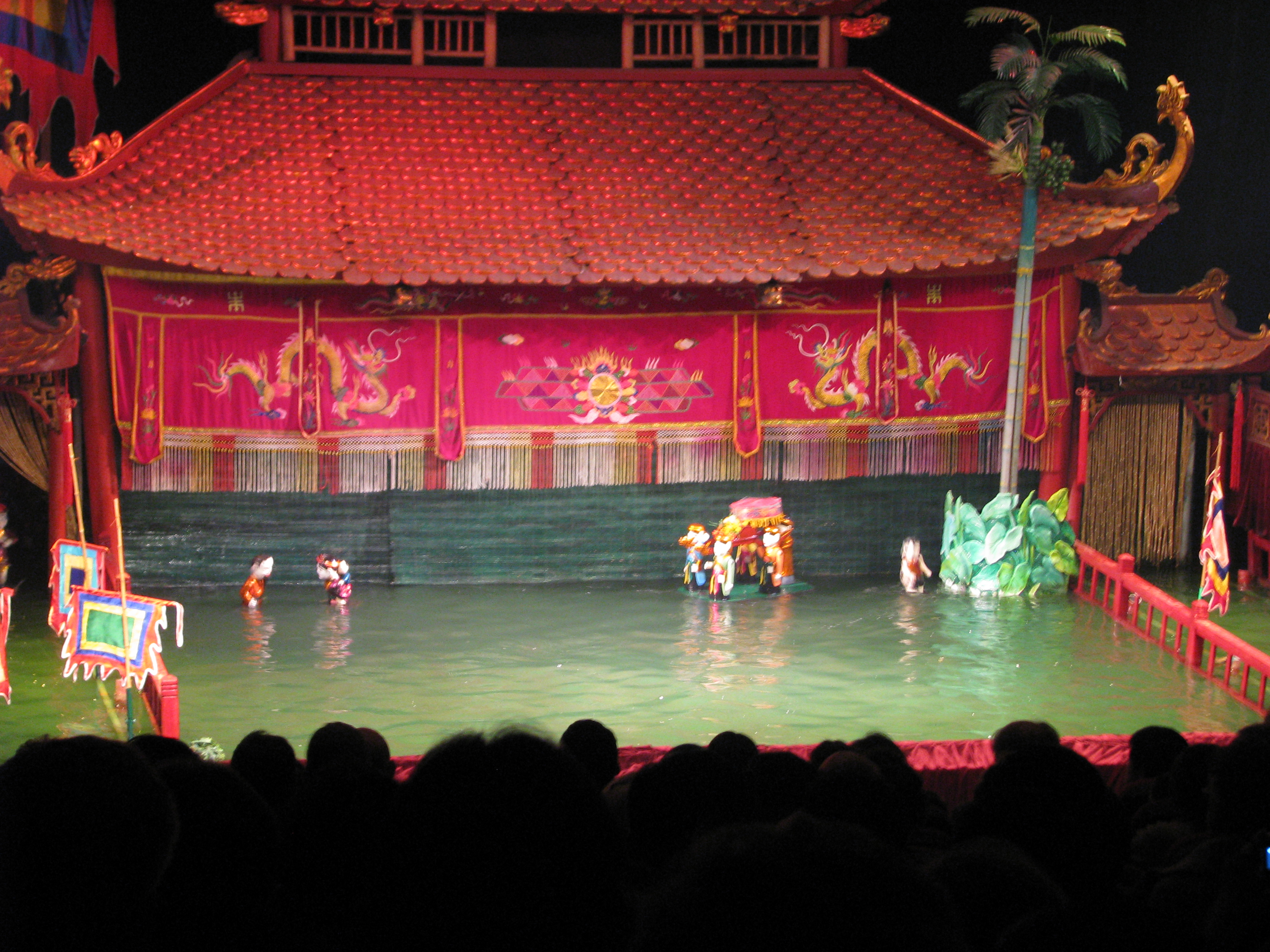
Jeviště

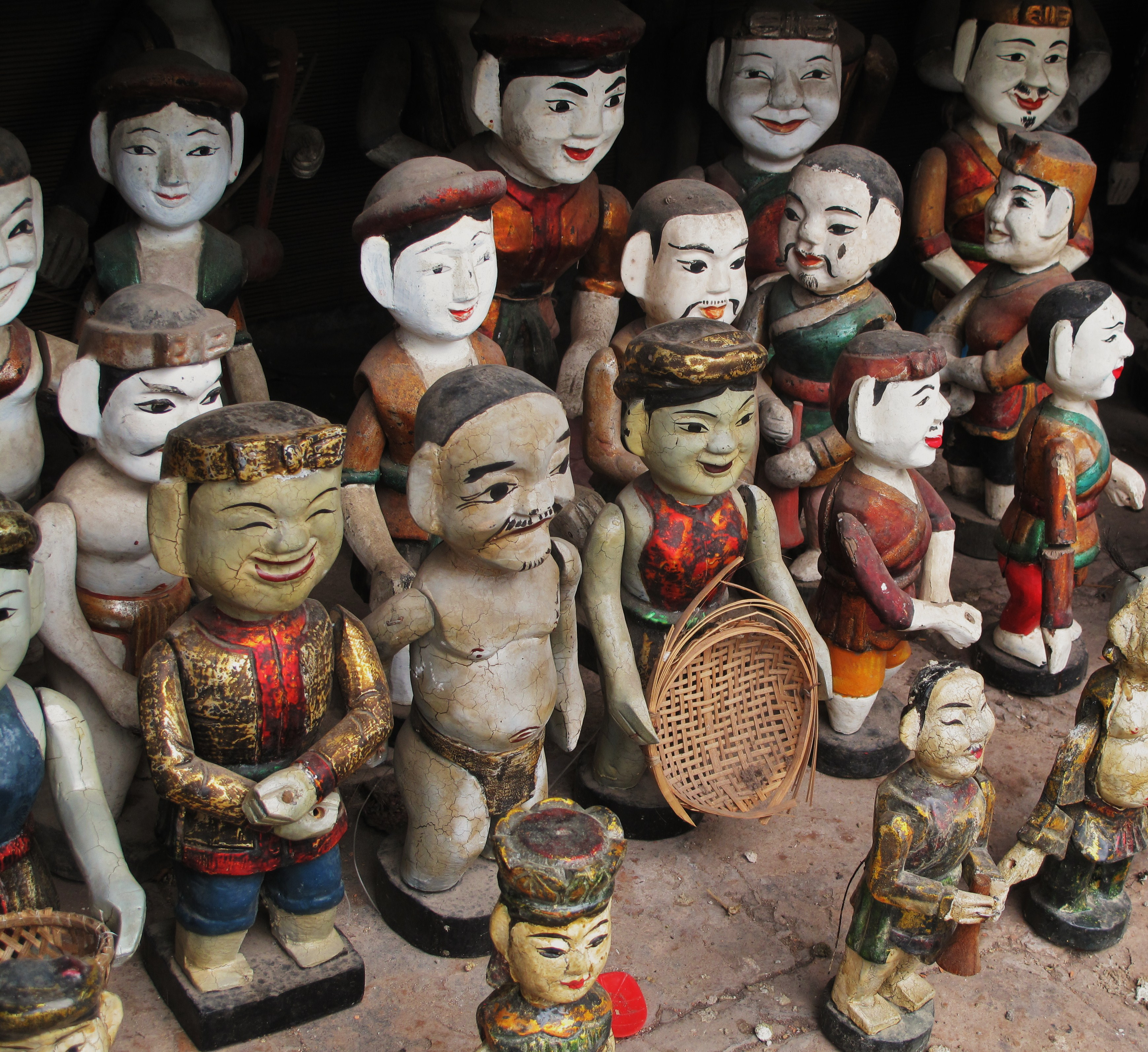
Loutky

Vodní loutkové divadlo (vietnamsky Múa rối nước, doslova „loutky tančící na vodě“) je druh loutkového divadla pocházející z Vietnamu. Za vynálezce tohoto umění je označován mnich Từ Đạo Hạnh.
Už v záznamech z 11. století je doloženo, že se venkované v oblasti delty Rudé řeky bavili na zaplavených rýžových polích divadelními představeními s loutkami. Hry souvisely s rituály, které měly zajistit dobrou úrodu, a symbolicky vyjadřovaly důležitost vody pro život Vietnamců. Postupně se vodní divadlo stalo populárním i u královského dvora a v současnosti jsou nejvýznamnější divadla Thang Long v Hanoji a Divadlo zlatého draka v Ho Či Minově Městě vyhledávanými atrakcemi pro zahraniční turisty. Existuje také Národní institut loutkového umění.
Loutky jsou vyrobeny z lehkého fíkovníkového dřeva a natřeny lakem odpuzujícím vodu, mohou být až metr vysoké a váží jeden až pět kilogramů. Pohybují se na jevišti, které tvoří čtvercový bazén naplněný vodou, jehož strany měří asi čtyři metry. Představení se skládá z řady krátkých, zhruba pětiminutových výstupů, které mají zpravidla symbolický a mytologický význam. Dění na scéně dokresluje živý orchestr tvořený flétnami, bubínky a strunným nástrojem đàn bầu. Vodiči loutek stojí skryti za ozdobným červeným závěsem po pás ve vodě a pohybují loutkami pomocí tyčí, lan a provazů skrytých pod hladinou. Díky tomu postavy působí, jako by se pohybovaly vlastní silou, voda se také různě vlní a zesiluje tak působivost různých světelných a kouřových efektů vytvářených pyrotechnikou. Teprve ve finále představení se i loutkovodiči objeví na jevišti a klaní se publiku. Mezi loutkami můžeme najít postavy z vietnamské mytologie a historie i charaktery ze všedního života, ale také zvířata. Mezi nejoblíbenější postavy patří Chú Tễu, usměvavý chlapík, který vtipně komentuje dění na jevišti a připomíná Kašpárka z českého loutkového divadla.
Umění loutkářů je velmi prestižní a předává se z otce na syna, příslušníci divadelních společností byli vázáni přísnou mlčenlivostí. Vzhledem k patrilinearitě vietnamské společnosti nebyly ženy do tajemství zasvěceny, aby je po sňatku nevynesly mimo rod. Teprve ve 20. století bylo dovoleno i ženám účinkovat ve vodním divadle.